# Halecium telescopicum
Halecium telescopicum is een hydroïdpoliep uit de familie Haleciidae. De poliep komt uit het geslacht Halecium. Halecium telescopicum werd in 1888 voor het eerst wetenschappelijk beschreven door Allman. 